# Pigmata
Pigmata – album studyjny formacji PIG, będący zremasterowaną edycją wydanego rok wcześniej Pigmartyr pod pseudonimem WATTS. Zawiera wszystkie 10 utworów w tym 3 dodatkowe. Pigmata sprzedał się dużo lepiej od swojego oryginału.

## Lista utworów
1. "Suck Spit Shit"
2. "Here to Stay"
3. "Reject"
4. "Situation"
5. "Kundalini"
6. "Vitriol Vice and Virtue"
7. "Take" (feat. Harry)
8. "Arbor Vitate"
9. "Stage Slut"
10. "Junky"
11. "God Rod" – 5:27
12. "On the Slaughterfront" – 6:46
13. "Filth Healer" – 5:21